# 로버트 엘리스 (1892년생 배우)

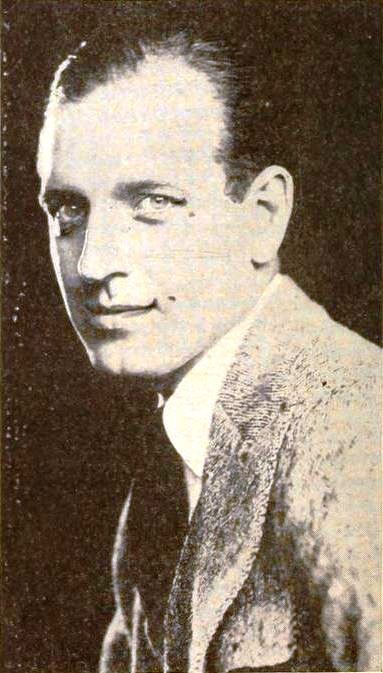

로버트 엘리스(Robert Ellis, 1892년 6월 27일 ~ 1974년 12월 29일)는 미국의 배우, 영화 감독, 각본가, 영화배우이다.
브루클린에서 태어났으며 샌타모니카에서 사망하였다.